# أليسار حسن
أليسار حسن صحفية وكاتبة وصانعة أفلام سورية تقيم حاليا في برلين عملت مديرةً لراديو صوت راية كما عملت صحفية ومنتجة إذاعية وتلفزيونية وصانعة أفلام وثائقية.

## مسيرتها
انشأت أليسار خلال مسيرتها مع شركائها عدداً من الأبراج الإذاعية في العديد من المناطق داخل سوريا والتي تسيطر عليها قوى مختلفة وعملت فيها بشكل سري لانتاج وبث القصص وبرامج حقوق الانسان والعديد من الأنشطة الإذاعية. كما عملت خلال مسيرتها على تأسيس إذاعة صوت راية وإدارتها حيث كانت تعمل على تقديم المزيد من أصوات النساء السوريات. كذلك عملت أليسار مع عدد من الجهات الإعلامية كتلفزيون سوريا ومجلة صدى الإماراتية.

## الأعمال والترشيحات والجوائز
- 2014 قصص غير مروية: من انتاج أليسار حسن وإخراج هشام الزعوقي، وقد عرض الفيلم في مهرجان لوكارنو السينمائي في إيطاليا ومهرجان CPH-Dox السينمائي في الدنمارك.
- 2019 الكهف: شاركت أليسار في كتابة النص حصلت أليسار على جائزة أفضل كاتبة من (International Documentary Association) عام 2019 وقد أخرج الفيلم فراس فياض وأنتج الفيلم قناة ناشيونال جيوغرافيك، كما حصلت على ترشيح جائزة إيمي كأفضل كاتبة عام 2020 من جهة أخرى حصل الفيلم على أكثر من 20 جائزة حول العالم وحصل على ترشيح جائزة الأوسكار لأفضل فيلم وثائقي طويل، أهمها جائزة الجمهور بتورنتو في كندا، كما حصل على جائزتين في أوروبا كأفضل وثيقة تاريخية وأفضل وثيقة سياسية، بالإضافة لأفضل سيكريبت، حصلت عليها أليسار حسن، وهذه الجائزة الأمريكية الخاصة بالأفلام الوثائقية.[8][9]

- 2022 أرسم من أجل التغيير (فيلم وثائقي): هو جزء من سلسلة أفلام وثائقية مكونة من 6 أجزاء تحت عنوان أرسم من أجل التغيير،[10] من إخراج أليسار حسن وآلاء عامر،[2] وحصل الفيلم على جائزة مهرجان كان الدولي للمسلسلات الوثائقية.[11][12][13]
- سر الخاتمة: قامت أليسار بإخراج الفيلم الوثائقي سر الخاتمة (Mystery of Epilogue) والتي تدور أحداثه حول حول واقع الفوضى في سوريا، حيثُ يحاول ثلاثة محامين وقضاة إعادة إرساء سيادة القانون وسط انهيار العدالة في الحرب الأهلية المستمرة، وتم عرض الفيلم في مهرجان صندانس السينمائي.[14]